# Serbisch-montenegrinische Frauen-Handballnationalmannschaft
Die serbisch-montenegrinische Frauen-Handballnationalmannschaft bzw. die Frauen-Handballnationalmannschaft der Bundesrepublik Jugoslawien repräsentierte Serbien und Montenegro (2003–2006) bzw. die Bundesrepublik Jugoslawien (1993–2003) bei internationalen Wettbewerben im Frauenhandball. Die Auswahl setzte sich zusammen aus Handballerinnen aus den Republiken Serbien und Montenegro, die 1992, nach dem Untergang des Staates Jugoslawien, erst die „Bundesrepublik Jugoslawien“ bildeten und ab 2003 den Staatenbund Serbien und Montenegro. Die Mannschaft wird sowohl von der Internationalen, als auch von der Europäischen Handballföderation, als direkter Nachfolger der jugoslawische Frauen-Handballnationalmannschaft gesehen. Nach dem Austritt Montenegros aus dem Bundesstaat 2006 wurde die serbische Frauen-Handballnationalmannschaft der offizielle Nachfolger der serbisch-montenegrinischen Mannschaft.
Wegen der umfassenden Sanktionen der internationalen Staatengemeinschaft aufgrund der Balkankonflikte wurde die erste Qualifikation für ein großes Turnier erst zur EM 1996 gespielt.
In der Qualifikation zur EM 2006 konnte in den Playoffs beim letzten Antreten der gemeinsamen Mannschaft der Vizeweltmeister Rumänien ausgeschaltet werden. Weil allerdings der Handballverband Montenegros seine Spielerinnen für die EM aus dem Team nahm, spielte Serbien das Turnier alleine unter seinem Namen.
Der größte Erfolg der serbisch-montenegrinische Frauen-Handballnationalmannschaft war der dritte Platz bei der WM 2001.

## Platzierungen bei Meisterschaften

### Weltmeisterschaften
- 1993: nicht teilgenommen
- 1995: nicht teilgenommen
- 1997: nicht qualifiziert
- 1999: nicht qualifiziert
- 2001: 03. Platz[5]
- 2003: 09. Platz[6]
- 2005: nicht qualifiziert

### Europameisterschaften
- 1994: nicht teilgenommen
- 1996: nicht qualifiziert
- 1998: nicht qualifiziert
- 2000: 07. Platz
- 2002: 06. Platz
- 2004: 12. Platz[7]

### Olympische Spiele
Keine Teilnahme.